# Colt Steele
Colt Steele (o Steel), nacido en 1964 como Kevin Kirchen, es un actor porno estadounidense. Durante 10 años fue bailarín del famoso grupo Chippendale, antes de que un compañero de trabajo, el actor porno australiano Mark Davis, lo involucrara en el negocio de películas para adultos en 1993. Colt tenía entonces 29 años.
Su carrera se prolongó entre 1993 y 2004. Sus mayores éxitos los logró con las películas "Cheating" de 1994 y "Boiling Point" de 1996. Está última la protagonizó con su novia de entonces Dyanna Lauren, con quien rompió en 1996. 
En 1999 Colt se retiró de la pantalla para convertirse en padre. A finales de 2000, regresó y desde entonces ha aparecido en varios proyectos de VCA.

## Filmografía
- Sweet Lolita (2005)
- Deep Inside Celeste (2004)
- 100% Blowjobs 15 (2003)
- All Natural 11 (2003)
- The Best of Star (2003)
- Stranger (2002)
- Real Sex Magazine 49 (2002)
- 100% Anal (2002)
- Amateur Angels 5 (2002)
- Joelean and the Pussycats (2002)
- My Perfect 10's (2002)
- Only the Best of: Brittany Andrews (2002) (como Colt Steel)
- Sex Across America: Seventh Stop Los Angeles (2002)
- The Taste of a Woman (2002)
- Uninhibited (2002)
- Whispering Hearts (2002)
- The Wish (2001)
- Haven's Heaven (2001)
- Amateur Angels 2 (2001)
- Big Guns (2001)
- Deep Inside Kobi Tai (2001) (V)
- Never Quite Enough (2001)
- Real Sex Magazine 46 (2001)
- Stacked Deck (2001)
- Always Lily White (2000)
- In Your Face (2000) (como Colt Steel)
- Casting Couch Cuties 2 (2000)
- Hart Attack (2000)
- Crazed (1999)
- Brown Eyed Blondes (1999)

- Datos: Q5778037